# Fadime Örgü
Fadime Örgü (Karaman (Turkije), 15 maart 1968) is een Nederlandse politica van Turkse afkomst. Zij heeft een dubbele nationaliteit. Van 19 mei 1998 tot 23 mei 2002 en 30 januari 2003 tot 22 november 2006 was ze namens de Volkspartij voor Vrijheid en Democratie lid van de Tweede Kamer.
Fadime Örgü verhuisde op vierjarige leeftijd van Turkije naar Nederland, als dochter van een gastarbeider. Ze volgde tussen 1988 en 1994 een HBO-opleiding Duits en Engels in Rotterdam en aan de Universität Kiel. In januari 2006 studeerde Örgü af in de taalwetenschappen aan Universiteit van Tilburg.
Voor de VVD in de Tweede Kamer was ze woordvoerder mediabeleid. Verder hield ze zich onder meer bezig met jeugdbeleid, kinderopvang en toerisme. In 2002 diende ze samen met Bert Bakker (D66) een initiatiefvoorstel in over kosteloze verstrekking van programmagegevens door omroeporganisaties aan derden. Begin 2006 stelde VVD-mediawoordvoerder Örgü voor de publieke omroep geheel op te heffen. In het blad Liberaal Reveil schreef zij een uitvoerig artikel met als titel: 'Weg met de Publieke Omroep - een pleidooi voor programmafinanciering'. Örgü schrijft daarin: ‘De vraag is gerechtvaardigd of een omroepbestel in zijn algemeenheid nog wel noodzakelijk is. Wie zich richt op bepaalde publieke functies dient de organisatie dusdanig in te richten dat die functies optimaal worden vervuld. Gegeven een veelvoud aan commerciële zenders en andere media kan de overheid heden ten dage uitstekend volstaan met een vorm van programmafinanciering.’
Op 25 augustus 2006 liet Örgü weten dat zij zich niet kandidaat stelt voor de Tweede Kamerverkiezingen 2006. Örgü heeft partijleider Mark Rutte laten weten dat ze zich „op een andere manier wil gaan inzetten voor de publieke zaak.”
Sinds de waterschapsverkiezingen 2019 vertegenwoordigt Örgü de VVD in de verenigde vergadering van het hoogheemraadschap van Delfland.

## Titulatuur-affaire
Op 7 februari 2006 meldde het actualiteitenprogramma TweeVandaag dat Örgü jarenlang ten onrechte een doctorandus-titel gevoerd zou hebben. Zowel op de site van de VVD als op de site parlement.com zou vermeld hebben gestaan dat ze een studie Duits en Engels aan de Erasmus-universiteit had gevolgd, terwijl ze een lerarenopleiding Duits en Engels aan de HBO volgde. Pas op 13 januari 2006 verkreeg Örgü haar titel toen ze afstudeerde in de taalwetenschappen aan Universiteit van Tilburg.
Örgü verdedigde zich door te stellen dat de vermelding op de bewuste sites ten onrechte en buiten haar medeweten zou zijn geweest. Op haar eigen website zouden de gegevens wel altijd correct zijn geweest.